# Radoșivka, Izeaslav
Radoșivka (în ucraineană Радошівка) este localitatea de reședință a comunei Radoșivka din raionul Izeaslav, regiunea Hmelnîțkîi, Ucraina.

## Demografie
Componența lingvistică a localității Radoșivka
     Ucraineană (99,64%)
     Alte limbi (0,3%)
Conform recensământului din 2001, majoritatea populației localității Radoșivka era vorbitoare de ucraineană (99,64%), existând în minoritate și vorbitori de alte limbi.